# Comuna Ievsuh, Bilovodsk
Ievsuh (în ucraineană Євсуг) este o comună în raionul Bilovodsk, regiunea Luhansk, Ucraina, formată din satele Honcearove, Ievsuh (reședința), Kopani, Parneve și Prîvilne.

## Demografie
Componența lingvistică a comunei Ievsuh
     Ucraineană (91,73%)
     Rusă (7,9%)
     Alte limbi (0,2%)
Conform recensământului din 2001, majoritatea populației comunei Ievsuh era vorbitoare de ucraineană (91,73%), existând în minoritate și vorbitori de rusă (7,9%).